# Такъв е животът (филм)
„Такъв е животът“ (на английски: Life as We Know It) е американска романтична трагикомедия от 2010 година на режисьора Грег Берланти, а главните роли се изпълняват от Катрин Хайгъл и Джош Дъмел. Филмът е пуснат на 8 октомври 2010 г.